# Торгово-промислова палата штату Нью-Йорк

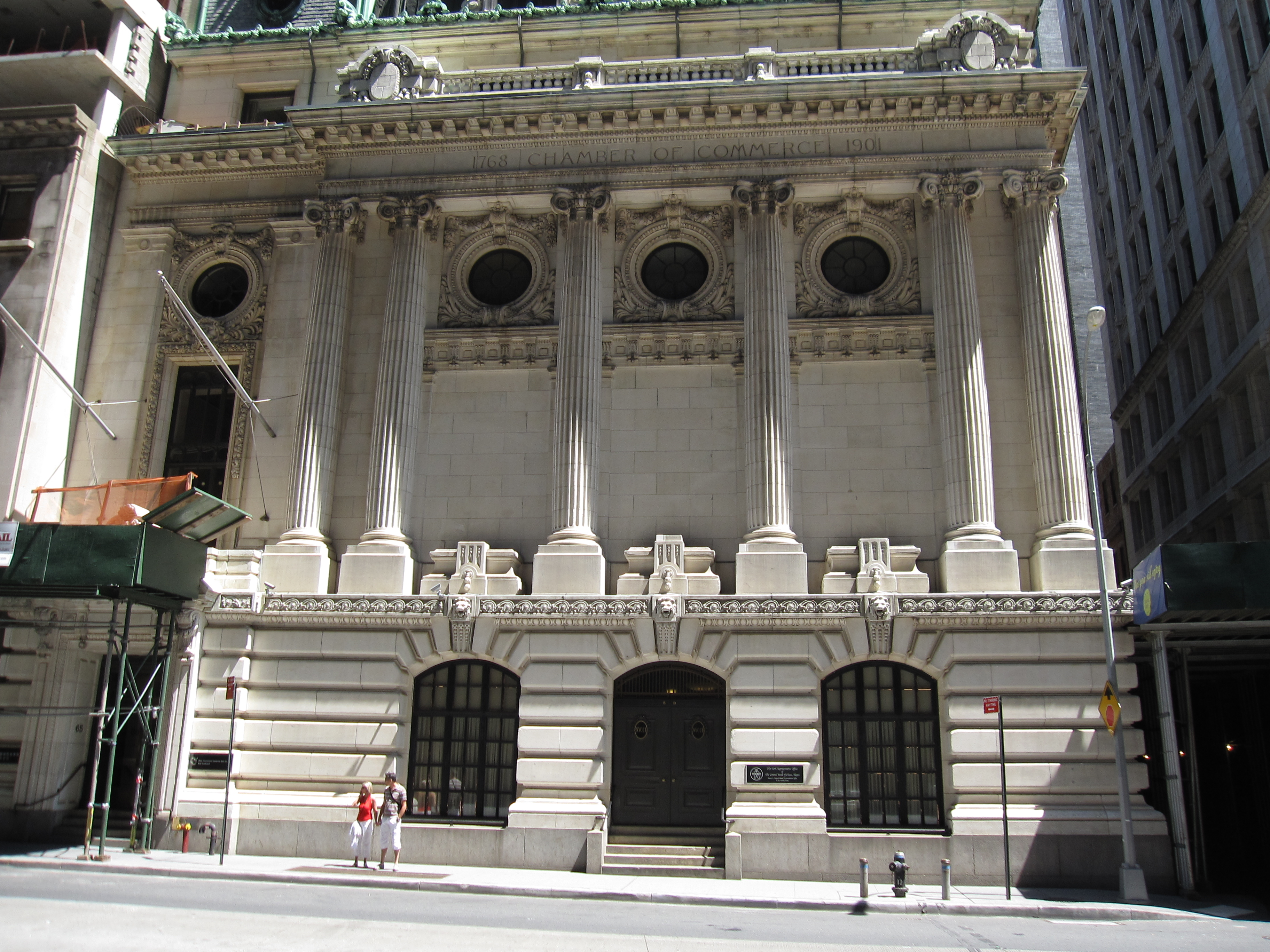
Колишня торгово-промислова палата штату Нью-Йорк

Торгово-промислова палата штату Нью-Йорк (англ. The New York Chamber of Commerce) — торгово-промислова палата, заснована в 1768 році двадцятьма Нью-Йоркими підприємцями з торговлі, була першою комерційною організацією такого роду в США. До участі був залучен ряд найвпливовіших бізнес-лідерів Нью-Йорку, наприклад: Джон Джекоб Астор, Пітер Купер і Джон Пірпонт Морган. Її члени відіграли важливу роль у реалізації кількох ключових ініціатив у регіоні — у тому числі Канал Ері, Атлантичний кабель, а також New York City Transit Authority. Торгово-промислова палата дійшла до наших днів як Партнерство заради Нью-Йорка, яке було сформовано з 2002 року злиттям Нью-Йоркської торгової Палати, Індустрії та Нью-Йоркського партнерства.

## Історія

### Заснування, 1769—1774 роки
5 квітня 1768 року група з двадцяти нью-йоркських торговців зустрілися в Болтоні і таверні «Sigel», в самій будівлі, орендованій у Самуеля Френсис (англ. Samuel Fraunces), що тепер відомо як Таверна Френсиса (англ. Fraunces Tavern), і створити комерційну спілку. Організоване партнерство під назвою Нью-Йоркська Торгово-промислова Палата було розроблено для захисту і заохочування ділових інтересів підприємців з торгівлі в Нью-Йорк Сіті. Після свого переїзду в Королівську біржу (англ. Royal Exchange) в 1770 році, Палата звернулася з петицією до Lt. Governor Colden і отримала королівську грамоту від короля Георга III позначавшу це як «Корпорація Торгово-промислової палати міста Нью-Йорк в Америці».

### Війна за незалежність, 1775—1783
З початком війни за незалежність, партнерство було розділене на лояльну і патріотичну фракції. Патріотичні члени, в тому числі перший президент Палати Джон Крюгер (англ. John Cruger, Jr.) і Вільям Малколм (англ. William Malcoml) залишили Нью-Йорк після британського вторгнення 1776 року доти їх лояльні колеги продовжували проводити зустрічі і вести справи в Нью-Йорку.

### Акціонування, 1784—1806
Патріотичні члени Палати, повернувшись після британської евакуації в 1783 році, швидко встановили контроль над палатою і переїхали до Торговельного Кофейного Дома (англ. Merchants’ Coffee House). У 1784 році Палата здобула новий статут зробивши перереєстрацію як «Корпорація Торгово-промислової Палати в штаті Нью-Йорк», і протягом найближчих декількох років Палата поставити численні рахунки до Конгресу США стосуються питань з торговлі і фортифікації гавані Нью-Йорку. Саме в цей період була перша згадка про Канал Ері. У 1793 році Палата знову переїхала і на цей раз до Tontine Асоціації через вулицю напроти Торговельного Кофейного Дома. Палата була прихильником Договіра Джей в 1795 році, і закликала інші торговельні органи всій країні, щоб підтримати його. На рубежі століть участь членів стабільно падає, і в 1806 році зустрічі були призупинені через відсутність службових обов'язків.

### Оновлення, вогонь і розвиток, 1817—1860
У 1817 році президент Корнеліус Рей закликав до відновлення постійних занять Палати. Були обрані нові посадові особи і база членського складу зросла до 36 під час першого збору. Протягом наступних років інтерес до пропонованого каналу Ері збільшується і, у відповідь на заклопотаність, Палата опублікувала інформаційну брошуру про заслуги каналу Ері.
З 1827 по 1835 роки Палата була розміщена в одної з будівель Торгової Біржі (англ. Merchants Exchange Building),, зруйнованих Великою пожежею в Нью-Йорку 16 грудня 1835 року. Під час пожежі портрети Палати з Александером Гамілтон і Кадволладер Colden англ. Cadwallader Colden) були покриті брезентом і складовані на горищі на Уолл-стріт, де вони залишалися, поки не були виявлені в 1843 році секретарем Палати Проспером Уетмор (англ. Prosper Wetmore). Решта портретів, книг та друк Палати були врятовані від вогню. Про долю оригінала статуту немає запису і вважається, що статут загинули у вогні. Руйнування будівлі Торгової Біржі змусило Палату переїхати ще раз, цього разу в Банк Комерсантів (Торговців) (англ. Merchants Bank).
Протягом цього періоду Палата була поглинена в адміністративні проблеми і виборні посадові особи, санкціонував найм офіційного клерка і бібліотекаря, надавати обраному секретарю в здійсненні нагляду за повсякденними функціями Палати. В 1849 році кількість членів Палати досягла двісті п'ять осіб, і Палата стала брати більш активну участь у розв'язанні проблем з торгівлі і комерції на національному та міжнародному рівнях, в тому числі в завершенні прокладення першого Атлантичного кабелю. У 1858 році Палата випустила свію першу щорічну доповідь в якої говорилося про стан комерційних справ і важливих змін в бізнес-ринках, підключених до загальної торгівлі країни. До цього часу Палата переросла своє поточне місце розташування і вирішила, що Будинок Страховиків (англ. Underwriters’ building) могла б забезпечити більше місця для зростаючих бібліотеки і кількості членів Палати.

### Громадянська війна, 1861—1865
Протягом Громадянської війни, Палата зібрала кошти і написала президенту Сполучених Штатів, Конгресу, законодавчому органу штату Нью-Йорк та Раді Нью-Йорк Сіті щодо оборони гавані Нью-Йорка. Зрештою, законодавчому органу штату Нью-Йорк виділено один мільйон доларів на проект і після огляду Палата вважає ці оборонні споруди прийнятними. Палата також ознаменує значущі події і в 1861 році випускає медалі захисникам Форту Самтер і Форту Пікенс за їх мужність протягом квітня і травня того ж року. Протягом 1862 і 1863 року, Палата засудила дії шлюпів Конфедерації CSS Alabama і CSS Florida, відомих своїм захопленням і спаленням торговельних та військових кораблів Союзу.
Палата оцінювала втрати, понесені від CSS Alabama в дванадцять мільйонів доларів і написав до Секретаря Військово-морських сил, Гедеона Уеллс (англ. Gideon Welles), заохочуючи його вжити негайних заходів. 7 липня 1864 року палата відзначає, що CSS Alabama був потоплений в військовим шлюпом USS Kearsarge. Був призначений комітет для визначення того, яким чином Палата повинна висловити свою вдячність екіпажу USS Kearsarge і сума виросла до двадцяти п'яти тисяч доларів, які були розподілені між членами екіпажу.

## Президенти
Примітка: Всі імена і дати були взяті з збірника Нью-Йоркої Торгової палати, Щомісячний бюлетень, об. 40 (1948-49), рідкісні книги і рукописи бібліотеки Колумбійського університету. 
| - John Cruger (1768—1770) - Hugh Wallace (1770—1771) - Elias Desbrosses (1771—1772) - Henry White (1772—1773) - Theophylact Bache (1773—1774) - William Walton (1774—1775) - Isaac Low (1775—1784) - John Alsop (1784—1785) - John Broome (1785—1794) - Comfort Sands (1794—1798) - John Murray (1798—1806) - Cornelius Ray (1806—1819) - William Bayard (1819—1827) - Robert Lenox (1827—1840) - Isaac Carow (1840—1842) - James De Peyster Ogden (1842—1845) - James G. King (1845—1847) | - Моузес Хікс Гріннел (1847—1848) - James G. King (1848—1849) - Моузес Хікс Гріннел (1849—1852) - Elias Hicks (1852—1853) - Pelatiah Perit (1853—1863) - Abiel Abbot Low (1863—1867) - William E. Dodge (1867—1875) - Samuel D. Babcock (1875—1882) - George W. Lane (1882—1883) - James M. Brown (1884—1887) - Charles S. Smith (1887—1894) - Alexander E. Orr (1894—1899) - Morris K. Jesup (1899—1907) - J. Edward Simmons (1907—1910) - A. Barton Hepburn (1910—1912) - John Claflin (1912—1914) - Seth Low (1914—1916) | - Eugenius Harvey Outerbridge (1916—1918) - Alfred Erskine Marling (1918—1920) - Darwin P. Kingsley (1920–22) - Irving T. Bush (1922—1924) - Frederick H. Ecker (1924—1926) - William L. De Bost (1926—1928) - Leonor F. Loree (1928—1930) - J. Barstow Smull (1930—1932) - James Brown (1932—1934) - Thomas I. Parkinson (1934—1936) - Winthrop W. Aldrich (1936—1938) - Richard W. Lawrence (1938—1940) - Percy H. Johnston (1940—1942) - Frederick E. Hasler (1942—1944) - Leroy A. Lincoln (1944—1946) - Peter Grimm (1946—1948) - James G. Blaine (1948-) |

## Архівні матеріали
Здобуті з рідкісних книг і рукописів бібліотеки в Колумбійський університет в 2001 році, оформлення і опис записів Нью-Йоркської Торгової Палати (1768—1979) завершени. Архівні записи Нью-Йоркської торгової палати забезпечили ретельну історію цієї організації, що робить яскравий портрет Палати за допомогою записів комітетів, журналів засідань (англ. minute books, друкованих матеріалів та публікацій, а багатством листування.